# Al-Amín abbászida kalifa
Al-Amín (arab betűkkel الأمين – al-Amīn), eredeti nevén Abu Abdalláh Muhammad (أبو عبد الله محمد – Abū ʿAbdallāh Muḥammad; 787 áprilisa – Bagdad, 813. szeptember 25.), Hárún ar-Rasíd fia volt az Abbászida-dinasztia hatodik kalifája (uralkodott 809-től haláláig). Melléknevének (al-Amín) jelentése: a hű, igaz. Uralkodása alatt polgárháborúba keveredett fivérével, al-Mamúnnal, aki végül megbuktatta őt.
Al-Amín Hárún ar-Rasídtól és arab feleségétől, a szintén Abbászida Zubajdától származott. Apja emiatt őt jelölte ki elsődleges örökösének a nála egy évvel idősebb, perzsa rabnőtől származó al-Mamún helyett. A 809-ben elhunyt Hárún korábban az arab területek kormányzását bízta al-Amínra, öccsét pedig Horászán, azaz tulajdonképpen a perzsa birodalomfél emírjévé tette meg, az öröklési rendet pedig úgy állította össze, hogy halálát követően al-Mamún csak formális függésbe kerüljön a kalifától, és al-Amín halála esetén ő örökölje a trónt.
Al-Amín, aki egyébként a züllött életviteléről és költői tehetségéről híres Abu Nuvász egyik nagy pártfogója és ivócimborája volt, nem lelkesedett azért, hogy bátyja legyen az örököse, hanem vezírjével, al-Fadl ibn ar-Rabíval együtt megpróbálta saját fiát, Múszát elismerni utódjának. Bátyja tartományába agitátorokat küldött, ám nem sikerült a lakosságot elidegenítenie tőle, al-Mamún pedig nem volt hajlandó elismerni Múszát örökösnek. Ez 811-ben háború kitöréséhez vezetett. A rajji csatában a Táhir ibn Huszajn vezette horászáni erők győzedelmeskedtek, és ettől kezdve megállíthatatlanul törtek Bagdad felé. Al-Amínnak lázadásokkal kellett megbirkóznia fővárosában és másutt, eközben Baszra és Kúfa városa, illetve a hidzsázi kormányzó is átállt al-Mamún oldalára. Táhir rövidesen megostromolta Bagdadot, amit al-Amín kétségbeesetten védelmezett. Ez azonban nem menthette meg a bukástól: miközben tárgyalt az ellenséges táborral, végül hajóra szállva próbált menekülni, de elfogták és Táhir parancsára kivégezték.